# Quercus acutifolia
Quercus acutifolia Née – gatunek roślin z rodziny bukowatych (Fagaceae Dumort.). Występuje naturalnie w Meksyku (w stanach Chiapas, Guerrero, Jalisco, Meksyk, Michoacán i Oaxaca) oraz Gwatemali. 

## Morfologia

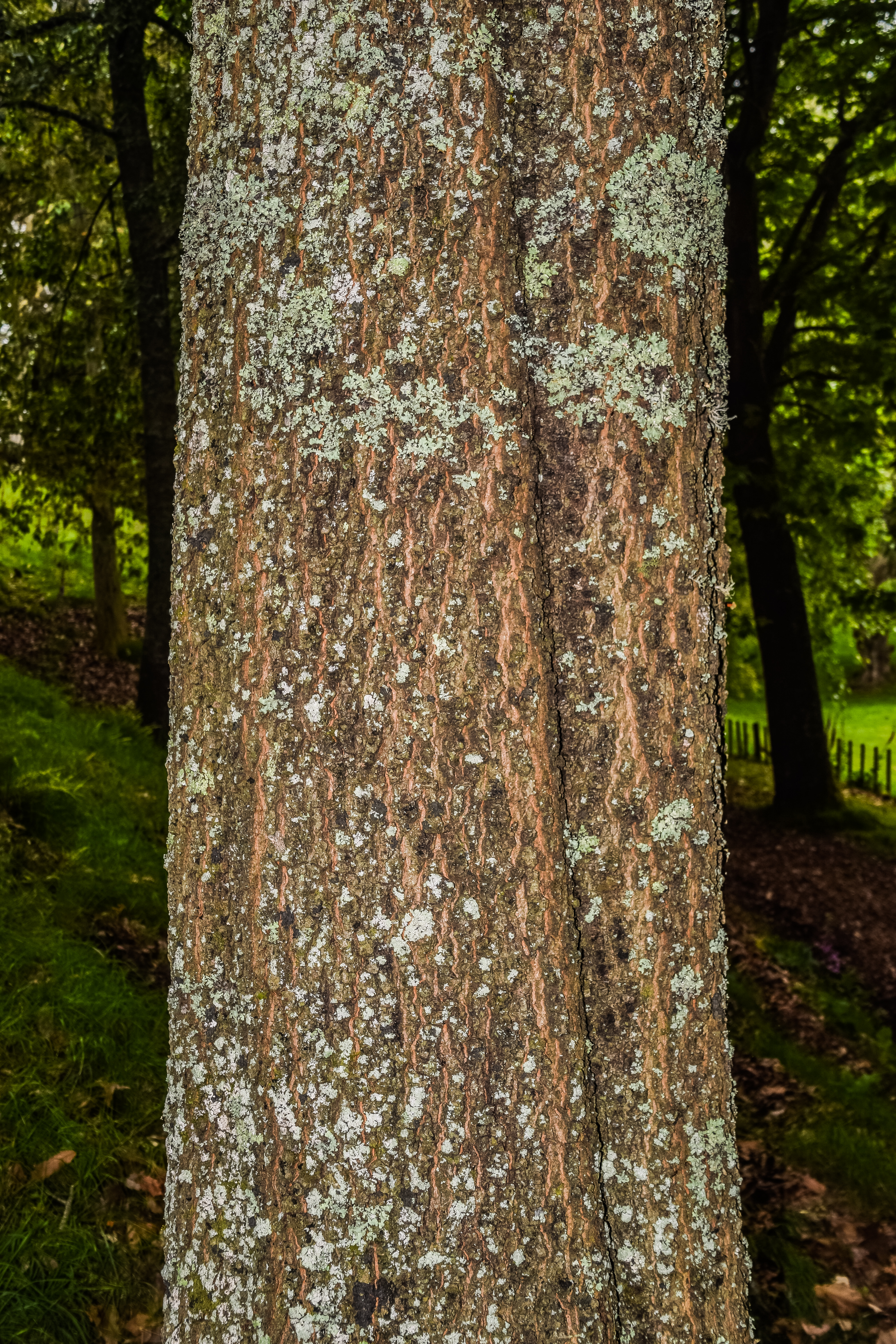
Kora

PokrójZimozielone drzewo dorastające do 3–30 m wysokości (jednak zazwyczaj do 10–15 m wysokości). Pień osiąga 0,5 m średnicy. Kora jest szorstka, łuszcząca się kwadratowymi płatami i ma ciemnobrązową barwę. Młode gałązki są owłosione, lecz z wiekiem stają się nagie, mają 1–3,5 mm średnicy i czerwonobrązową barwę, z licznymi bladymi przetchlinkami. Pąki są owłosione, ostro zakończone i mierzą 3–7 mm długości, z owłosionymi, opadającymi przylistkami o równowąskim kształcie i długości 3–7 mm.
LiścieBlaszka liściowa jest grubo skórzasta i ma kształt od szeroko lancetowatego do jajowatego lub odwrotnie jajowatego (długość jest maksymalnie 4 razy większa od szerokości). Mierzy 5–10 (–20) cm długości oraz 2–6 cm szerokości, jest najczęściej całobrzega, zawinięta na brzegu, ma zaokrągloną, niemal sercowatą lub zbiegającą po ogonku nasadę i ostry lub spiczastym, szczeciniasty wierzchołek. Górna powierzchnia jest gładka, nieco połyskująca i ma ciemnooliwkową barwę, natomiast od spodu jest prawie bezwłose (ze złotymi gruczołowymi włoskami rosnącymi kępkami w kątach nerwów). Mają 7–14 par prostych lub nieco zakrzywionych żyłek drugorzędnych – płaskimi na górnej powierzchni, lecz wybrzuszonymi od spodu). Ogonek liściowy jest nagi i ma 7–30 mm długości.
KwiatySą rozdzielnopłciowe. Kwiaty męskie są zebrane po 20–50 w owłosione kotki o długości 4–11 cm. Kwiaty żeńskie są pojedyncze lub zebrane po 2–4 w kwiatostany osiągające 0,6–2 cm długości.
OwoceOrzechy zwane żołędziami o jajowatym kształcie, dorastają do 10–19 mm długości, są gładkie, z cienką owocnią. Są pojedyncze lub zebrane po 2–4 na grubych szypułkach o długości 2–20 mm. Osadzone w miseczkach o półkulistym kształcie, z owłosionymi, płaskimi łuskami. Orzechy otulone są w miseczkach do 35–50% ich długości.

## Biologia i ekologia
Rośnie w 8. strefie mrozoodporności. Występuje na wysokości od 400 do 2400 m n.p.m. Kwitnie od lutego do marca, natomiast owoce dojrzewają od czerwca do lutego następnego roku.